# Angasjärvi
Angasjärvi är en sjö i Finland. Den ligger i kommunen Enontekis i landskapet Lappland, i den norra delen av landet, 900 km norr om huvudstaden Helsingfors. Angasjärvi ligger 307 meter över havet. Arean är 43,6 hektar och strandlinjen är 3,67 kilometer lång. Sjön  ingår i Torne älvs huvudavrinningsområde.   Omgivningarna runt Angasjärvi är i huvudsak ett öppet busklandskap.